# 統治基本法 (サウジアラビア)
統治基本法（とうちきほんほう、アラビア語: النظام الأساسي للحكم, Al Nizam Al Asasi lil Hukm）は、サウジアラビアの基本法である。
統治基本法は、国の統治規則を定めており、一般的な憲法であるものの、第1条で国の憲法をクルアーンとスンナと規定している。

## 概要
基本法は9章・83条で構成されている。

## 沿革
1990年代初頭、イラクによるクウェート侵攻や湾岸戦争を経て、国内では政治改革を求める意見が相次いだ。
国王ファハド・ビン＝アブドゥルアズィーズは、1992年1月31日に統治基本法を成立する王室令を公布した。

## 構成
第1章 総則
第2章 国家機関
第3章 社会の根幹
第4章 経済原則
第5章 権利義務
第6章 国家権能
第7章 財政
第8章 監査機関
第9章 一般規定